# Bow (Oxfordshire)
Bow – wieś w Anglii, w hrabstwie Oxfordshire, w dystrykcie Vale of White Horse. Leży 21 km na południowy zachód od Oksfordu i 97 km na zachód od Londynu.